# Josep Viñas i Diaz
Josep Viñas i Díaz (Barcelona, 27 de setembre del 1823 - 2 de setembre del 1888) va ser un guitarrista, compositor, professor de música i director d'orquestra català.

## Biografia
Inicià la seva formació musical a l'escolania de la Basílica de la Mercè de Barcelona, i l'amplià estudiant piano, violí, cant i guitarra. Es dedicà especialment a la guitarra, que aprengué amb el reconegut professor i instrumentista Bonaventura Bassols, i amb la guitarra destacà com a instrumentista i compositor. En la seva joventut va fer diverses gires de concerts per Europa, i assolí fama de virtuós, especialment per les seves interpretacions d'obres de Dionisio Aguado i Josep Brocà. A Barcelona actuà en duo amb Josep Ferrer.
Posteriorment es dedicà a la direcció: dirigí la capella de música de la catedral de Barcelona durant disset anys (1841-1858), l'orquestra del Teatre Principal de Barcelona en representacions de diverses sarsueles, i portà la direcció musical del Teatro de los Campos Elíseos de Madrid, i del Teatro Principal de Saragossa. També es dedicà a l'ensenyament del cant i de la guitarra. La seva esposa era Carolina Donatutti i Donatutti, filla del músic Pietro Donatutti, un director d'orquestra que havia portat la del Liceu els anys 1839-1840, i de la soprano Antonieta Aguiló. Josep Viñas morí a la seva Barcelona natal.
Com a compositor fou autor d'obres per a guitarra i piano de caràcter didàctic per als seus alumnes i d'altres de més lluïment per als seus amics de la societat barcelonina.

## Obres
Entre parèntesis, dada o ventall de dades aproximades d'estrena o de publicació, basades la majoria en el catàleg de la Biblioteca Nacional de Madrid
- Introduccion y variaciones sobre el tema del Carnaval de Venecia, ob. 55 (1858), per a veu i piano

### Obres per a guitarra
- Andante apasionado (1876-1877) enregistrat pel guitarrista Agustín Maruri en el DC Spanish Album (Madrid: The Metropolitan Museum of Art, 2000 ref. EMEC: E-042)
- Andante sentimental, op. 40 (1885)
- El artanense, tango (1885), enregistrat en el DC Antologia de la Música Catalana 8 - 1786-1823 (Barcelona: Enciclopèdia Catalana, 2005)
- El enlace, capricho (1885),
- Fantasía brillante en La Mayor, ob. 6 (1887)
- Fantasía original, capricho a imitación del piano (1868), enregistrat al DC Spanish Album
- Introducción y andante
- El lamento, op. 38 (1885)
- La loca, fantasía original (1885)
- Luisita, polka mazurka (1885)
- La parisiense, fantasía (1868)
- Pensamiento expresivo, andante (1885)
- El plátano, tango (1885)
- Recuerdo de la costa, pequeña romanza (1885), vals
- Recuerdos de Palma, capricho a imitación al piano (1868)
- Recuerdos de las Cuevas de Artá, fantasía capricho, ob. 35 (1880)
- El sueño, reverie, ob. 35 (1885), enregistrat en el DC Recuerdos de la Alhambra (Madrid: EMEC, [2008?])
- Tirolesa, op. 39 (1885)
- Vals
- Vals de concierto, a imitación de los de Strauss (1885)

### Obres per a piano
- Alella, española [contradanza] (1865)
- Amparito (1872), havanera
- El barcelonés, schotisch (1885)
- La cierva (1872), havanera
- La constante, polca
- Los dos millions, habanera (1885), música de Josep Ribera i Miró arranjada per JM. Viñas
- Enriqueta, polka-mazurka (1868)
- La favorecida (1872), havanera
- El lánguido, vals (1865)
- El mayagüezano: schotisch (1872)
- Un momento (1872), havanera
- Los paladines españoles, schotisch
- La pollita, polka (1865)
- Recuerdos de Aragón, jota (1885)
- Recuerdos del Canal Imperial de Aragón: lanceros (1865)
- Redowa (1861), arranjament per a piano
- Rigodones sobre motivos de baile, arranjaments per a piano
- El Vallés, vals (1867)
- Vals melancólico (1867)